# Pima (Arizona)
Pima é uma vila localizada no estado americano do Arizona, no condado de Graham. Foi incorporada em 1916.

## Geografia
De acordo com o United States Census Bureau, a cidade tem uma área de 15,4 km², onde 15,2 km² estão cobertos por terra e 0,1 km² por água.

### Localidades na vizinhança
O diagrama seguinte representa as localidades num raio de 56 km ao redor de Pima.

## Demografia
Segundo o censo nacional de 2010, a sua população é de 2 387 habitantes e sua densidade populacional é de 156,7 hab/km². Possui 870 residências, que resulta em uma densidade de 57,1 residências/km².